# Tilemann Hesshus

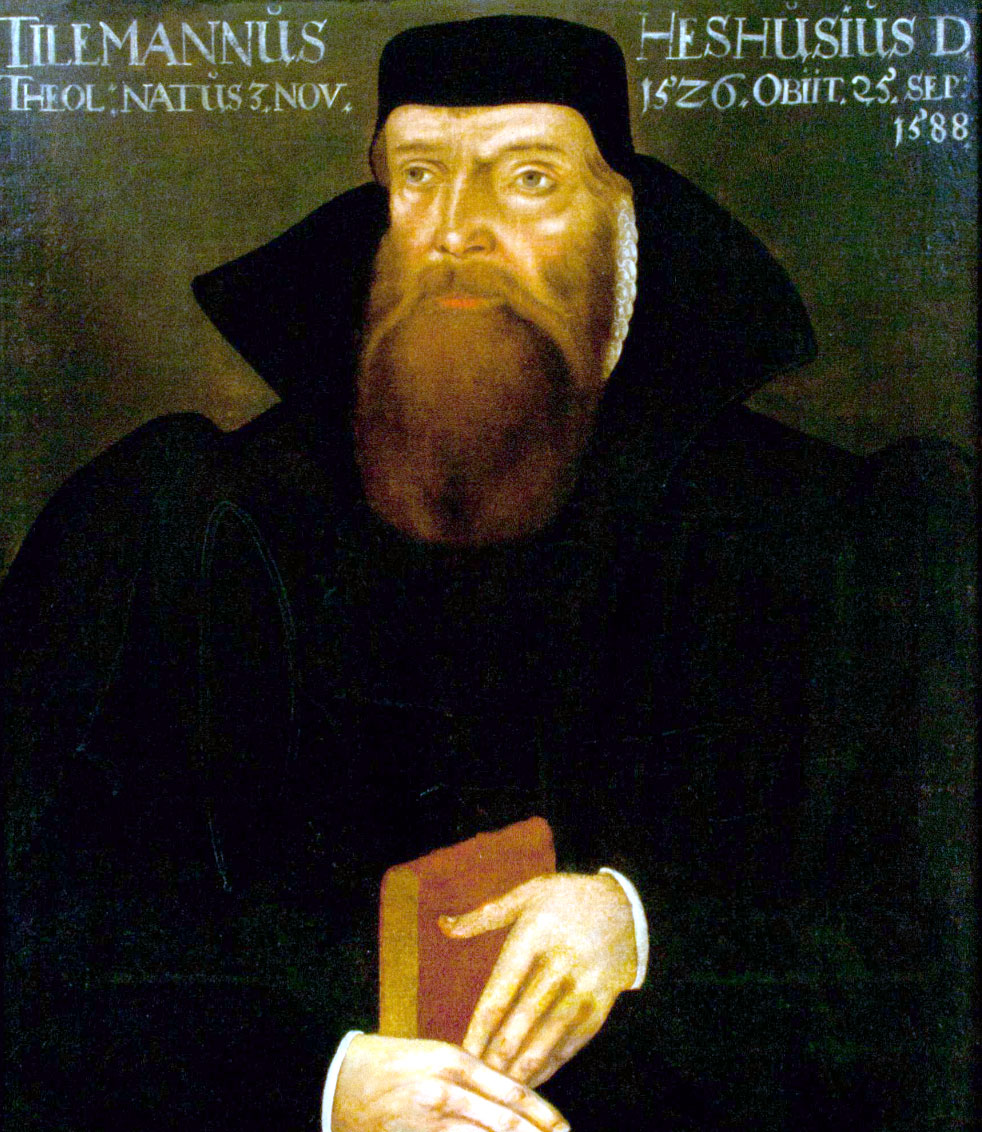
Tilemann Hesshus

Tilemann Hesshus (auch: Heßhusen, Heshusius, Hesshusen, Heshusen; * 3. November 1527 in Wesel; † 25. September 1588 in Helmstedt) war ein lutherischer Theologe.

## Leben
Hesshus stammt aus einer einflussreichen Familie in Wesel. In Wittenberg wurde er Philipp Melanchthons Schüler und stand ihm als solcher nahe. Während der Zeit des Augsburger Interims hielt er sich in Oxford und Paris auf. 1550 erwarb er den akademischen Grad eines Magisters, fand 1551 Aufnahme in den Senat der philosophischen Fakultät und las über Rhetorik sowie Dogmatik. 1553 wurde er Superintendent in Goslar, erwarb auf Kosten der Stadt am 19. Mai desselben Jahres den Doktorgrad in Wittenberg, geriet aber mit der Stadt Goslar in Streit und ging 1556 als Professor an die Universität Rostock.
Auch dort gab es Streit wegen der Sonntagshochzeiten. Melanchthon verschaffte ihm 1557 die Berufung als Generalsuperintendent der Pfalz nach Heidelberg. Dort geriet er 1559 im Kontext des Abendmahlsstreits mit Wilhelm Klebitz in einen schweren Konflikt. Kurfürst Friedrich III. setzte ihn und Klebitz ab, und Melanchthon gab ihm recht. Auch in Bremen trat er als „Gnesiolutheraner“ gegen die „kryptocalvinistische“ Abendmahlslehre Albert Hardenbergs auf. Von Magdeburg aus schrieb er Antworten an seine Gegner und bemühte sich, strengstes Luthertum durchzusetzen. Es kam zu heftigem Tumult, und Hesshus wurde ausgewiesen.
Selbst seine Vaterstadt Wesel verweigerte ihm das Asyl. Pfalzgraf Wolfgang gab ihm die Stelle eines Superintendenten in Neuburg an der Donau, nach dessen Tod ging Hesshus im Oktober 1569 als Professor nach Jena. Dort vertrat er den Standpunkt, dass neben Wort und Sakrament der Gehorsam gegen das Amt zu den Kennzeichen der Kirche gehöre. Daher bekämpfte er Jacob Andreae, Victorin Strigel, Matthias Flacius und alle, die das lutherische Konkordienwerk betrieben.
Als nach dem Tode Herzog Johann Wilhelms I. 1573 der sächsische Kurfürst August die Verwaltung für Sachsen-Weimar übernahm, mussten etwa 100 Pfarrer das Land verlassen. Hesshus und Johann Wigand gingen nach Königsberg. Dort wurde Hesshus 1573 zum Bischof von Samland eingesetzt, als aber Wigand sich gegen ihn stellte, wurde er aus dem Amte entlassen. Martin Chemnitz verhalf ihm zu einer Professur in Helmstedt. Auf dem Herzberger Konvent 1578 erhielt er Recht gegen Wigand, nachdem er sich zur Konkordienformel bekannt hatte.

## Familie
Hesshus heiratete 1553 in Goslar Anna von Bert (1533–1564). Sie war die Tochter des Bürgermeisters von Wesel Wessel von Bert († 1541). Das Paar hatte drei Söhne und drei Töchter, darunter:
- Gottfried (1554 in Goslar; † 1625 in Minden), Hofprediger und Superintendent in Aurich, dann in Minden ⚭ 1582 Rebecca Speckhan (Tochter des Bremer Senators  Erich Speckhan)
- Heinrich (* 1556 in Rostock; † 15. Oktober 1597 in Hildesheim (Pest))[3],  Superintendent in Gräfentonna und Hildesheim ⚭ Gesa Hesichia († 15. September 1597)[3]
- Anna († 10. April 1600) ⚭ 12. Oktober 1579 in Helmstedt mit Johannes Olearius (Theologe, 1546) Superintendent in Halle

Nach ihrem Tod heiratete er  am 4. Februar 1566 in Gera Barbara Musaeus (1550–?), die Tochter des Theologen Simon Musaeus und dessen Frau Margarete Adelhäuser. Sie hatten vermutlich zwei Söhne:
- Theodor
- Tilemann (* Königsberg)  immatr. 29. April 1581 Uni. Helmstedt

## Werke (Auswahl)
- De Praesentia Corporis Christi In Coena Domini. Ritzenhan, Jena 1560. (Digitalisat)
- Verae et sanae confessionis de praestantia corporis Christi in coena Domini pia defensio adversus cavillos & calumnias, I. Iohannis Calvini, II. Petri Boquini, III. Theodori Bezae, IIII. Wilhelmi Cleinwitzii. Kirchener, Magdeburg 1562. (Digitalisat)
- Examen Theologicum, complectens Praecipua Capita Doctrinae Christianae. De Qvibvs Interrogati sunt Pastores Ecclesiarum in Franconia&Thuringia, in visitatione Anno 1569. Richtzenhan, Jena 1571. (Digitalisat)
- Frage, Ob ein rechtgleubiger Christ mit Vnchristen, als mit Jüden, Türcken, Heiden oder mit offentlichen vberfürten Ketzern, Lesterern vnd Götzendienern als mit Sacramentsfeinden, Papisten, Widerteuffern, Mönchen vnd Pfaffen, oder auch mit offentlichen Epicurern vnd Sündern, die im bewusten Ehebruch vnd andern Lastern ligen, müge Bürgerliche gemeinschafft haben, mit jnen essen vnd trincken .... Rebart, Jena 1572. (Digitalisat)
- Von Eheverlübnissen und verbotenen Gradibus. Wie nahe und fern der Verwandtnis ein Christ mit gutem Gewissen Freyen möge. Mechler, Erfurt 1583. (Digitalisat)
- Vom Ampt vnd gewalt der Pfarrherr. Auch Wer macht, fug und recht hab Pfarrherrn zuberuffen. Wittel, Erfurt, 1585. (Digitalisat)